# كادافو
كادافو هي رابع أكبر جزيرة في فيجي بعد فانوا ليفو، فيتي ليفو وتافيوني، وتبلغ مساحتها 411 كم2 يبلغ عدد سكانها 10 167 نسمة حسب تعداد عام 2007.
كادافو هي رابع أكبر جزيرة في فيجي وأكبر جزيرة في أرخبيل كادافو، وهو أرخبيل بركاني يتكون من كادافو وأونو وجالوا وعدد من الجزر الصغيرة في الشعاب المرجانية. إسطرلاب كبير. المركز الإداري الرئيسي لها هو Vunisea، حيث يوجد مطار ومدرسة ثانوية ومستشفى ومركز إداري، على برزخ نامالاتا، حيث تم تقسيم الجزيرة تقريبًا إلى قسمين. تقع سوفا، عاصمة فيجي، على بعد 88 كم شمال كادافو.

## جغرافية
يبلغ طول الجزيرة 60 كيلومترًا ويتراوح عرضها من 365 مترًا إلى 13 كيلومترًا. تم تقسيم الجزيرة تقريبًا إلى نصفين عند نامالاتا برزخ الضيق، الذي يفصل خليج نامالاتا على الساحل الشمالي، عن ميناء جالوا على الساحل الجنوبي. في ميناء غالوا، تقع جزيرة غالوا وجزيرة Tawadromu الصغيرة. جزيرة كادافو، التي تتميز بتضاريسها الوعرة والجبلية، خالية من السيارات. أعلى جبل هو جبل نابوكيليفو، المعروف أيضًا باسم جبل واشنطن، والذي يبلغ ارتفاعه 822 مترًا في الطرف الغربي من الجزيرة.
لا يزال لدى كادافو 75 النسبة المئوية للغابات المطيرة الأصلية، وتنوع كبير من الطيور، بما في ذلك أربعة أنواع مستوطنة من الجزيرة، والحمامة المخملية، والببغاء القرمزي بالإضافة إلى العديد من الأنواع الفرعية المتوطنة.

## معرض صور

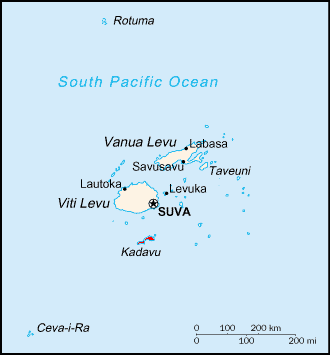
خريطة لفيجي تُظهر كادافو (باللون الأحمر) إلى الجنوب من فيتي ليفو
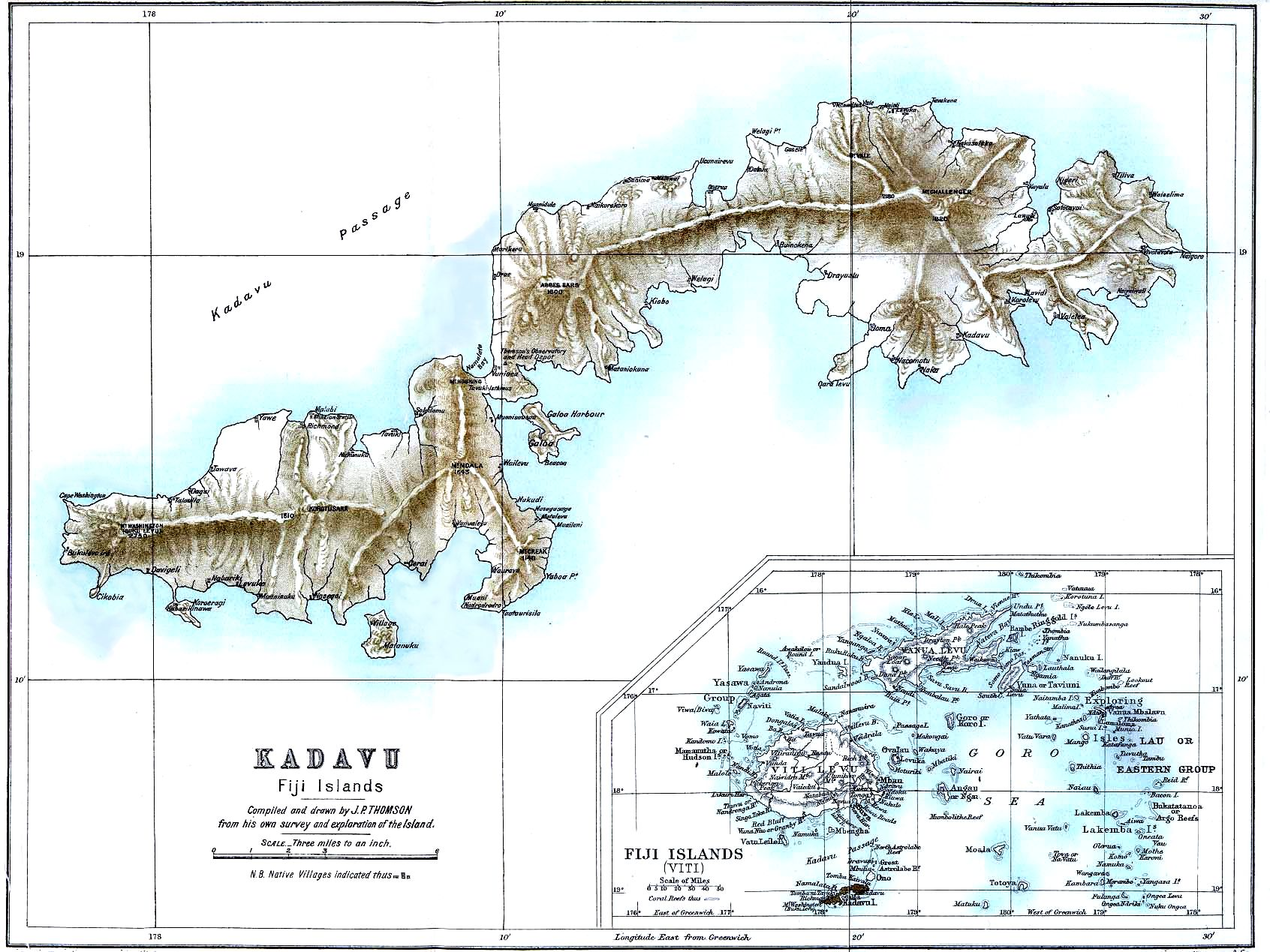
كادافو على خريطة جي بي طومسون، 1889
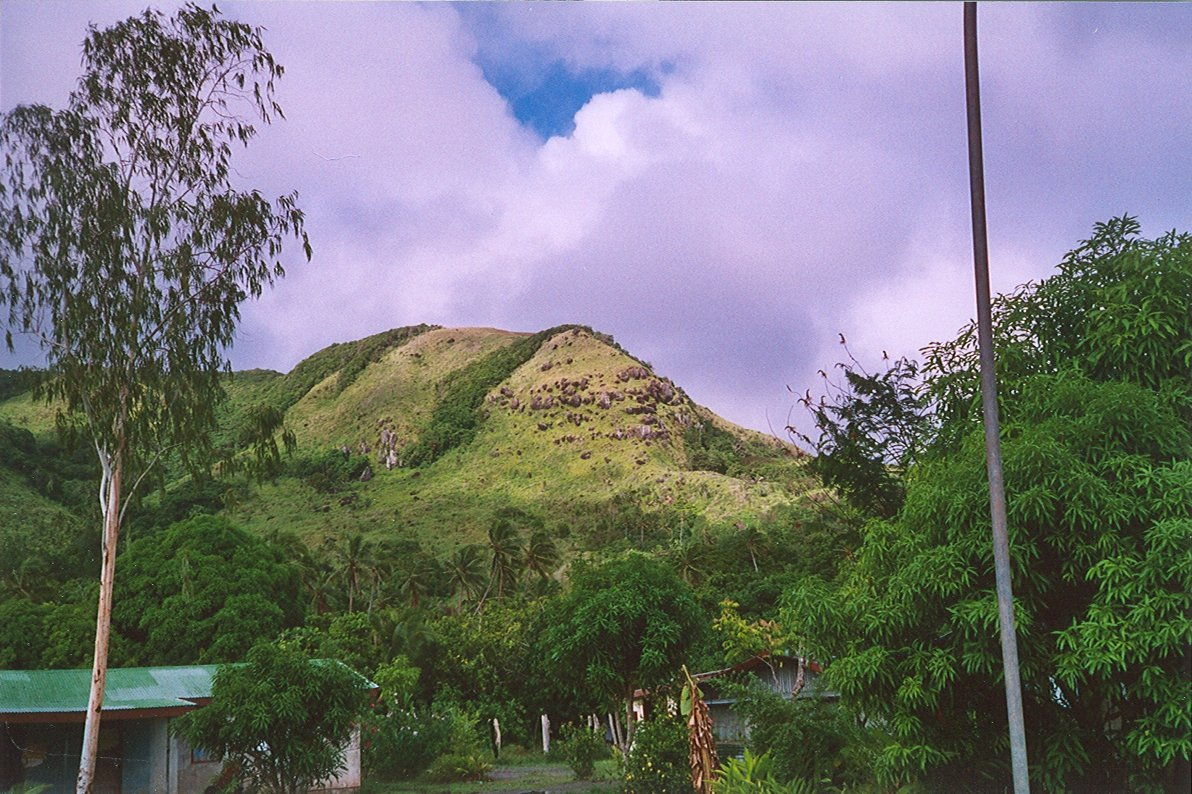
فونيسي
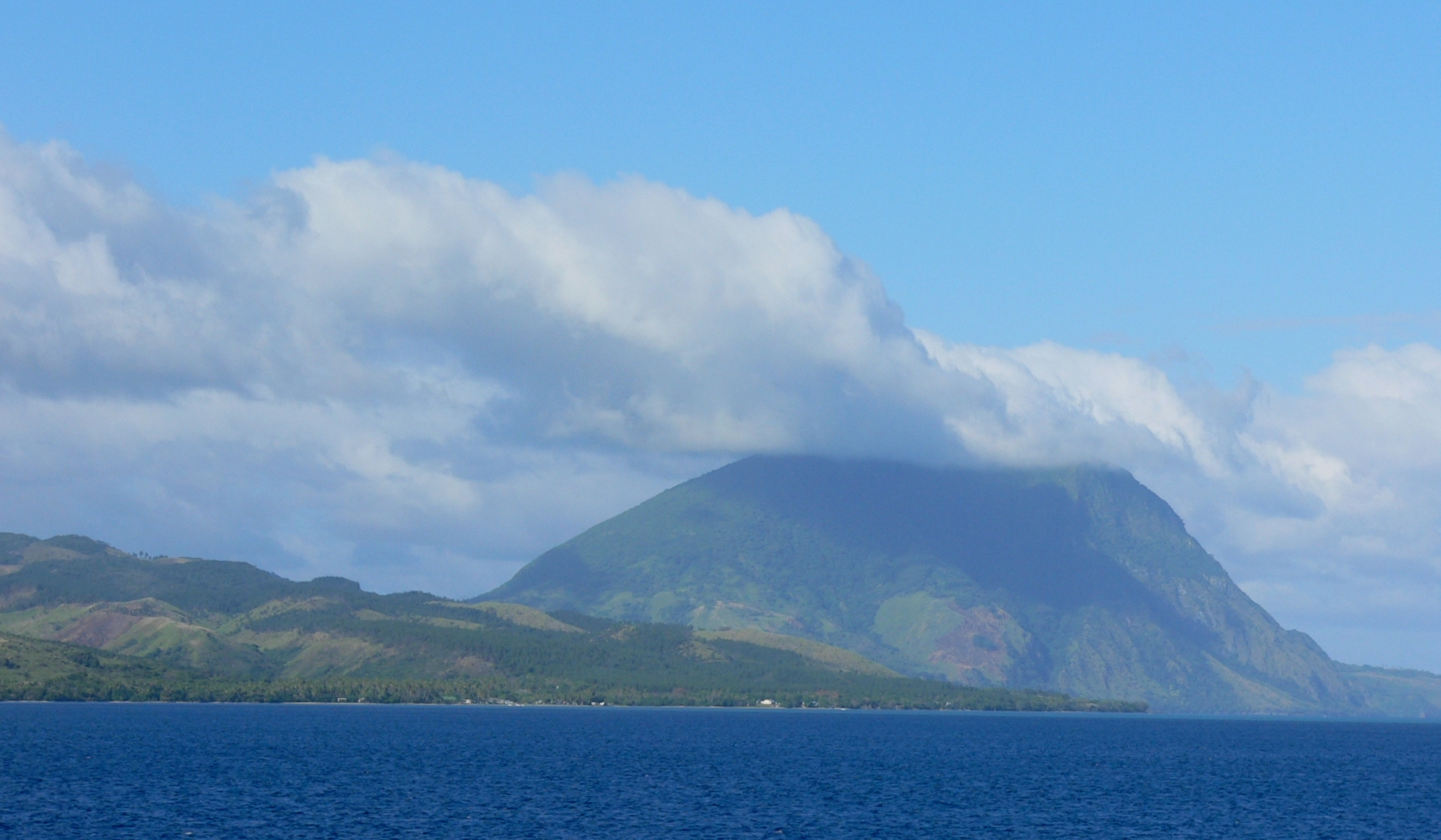
نابوكيليفو (جبل واشنطن)
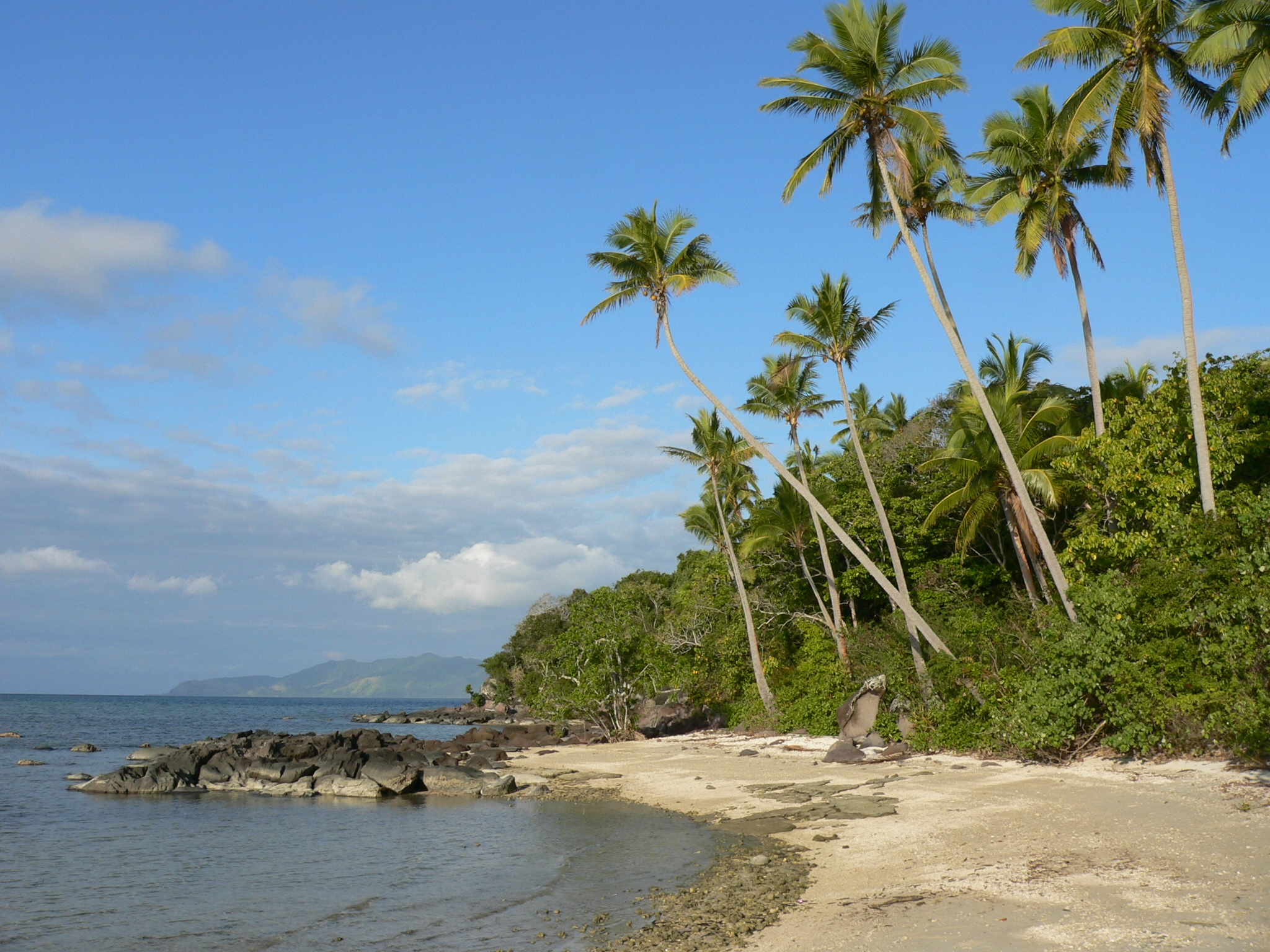
ساحل كادافو
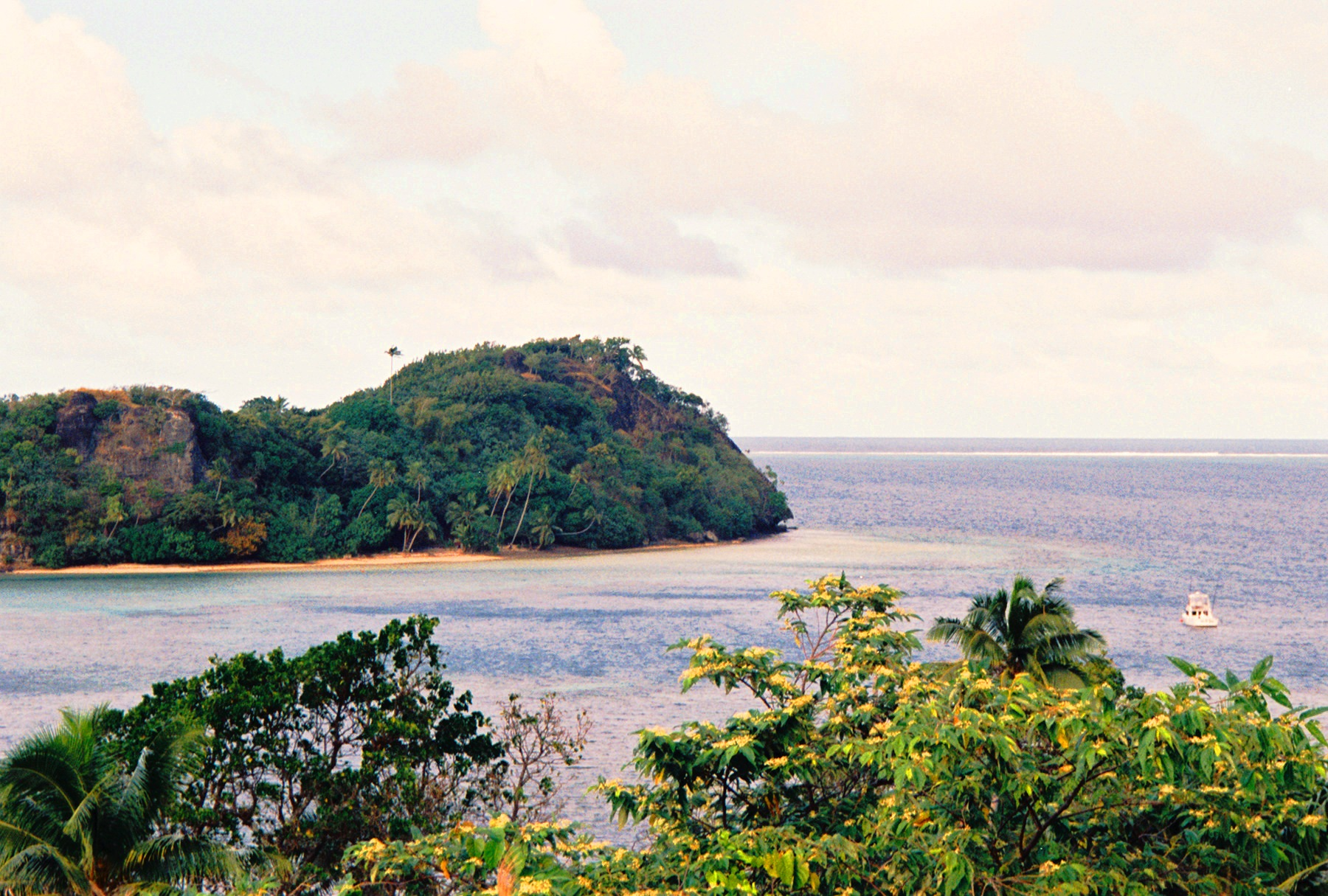
على امتداد جزء كبير من كادافو، لا تزال الغابات المطيرة تصل إلى البحر.